# Białusny Lasek (osada leśna)
Białusny Lasek – osada leśna w Polsce, położona w województwie mazowieckim, w powiecie ostrołęckim, w gminie Myszyniec.
W latach 1975–1998 miejscowość administracyjnie należała do województwa ostrołęckiego.